# Билтмор (имение)
Билтмор (на английски: Biltmore Estate) е голямо имение със замък в щата Северна Каролина, САЩ.
Замъкът е построен от Джордж Вашингтон Вандербилт ІІ в европейски ренесансов стил между 1889 и 1895 г. по модел на няколко френски замъка от долината на река Лоара. Тъй като сградата и до днес е собственост на наследниците му, то тя е най-голямата частна постройка в Щатите. През 1930 г. частично става музей, а от 1956 г. изцяло е отворена за посетители.

## История
През 1880-те години Джордж Вашингтон Вандербилт ІІ често посещава Ашвил в Северна Каролина, САЩ и решава да построи там лятно имение, което нарича „малко планинско бягство“.
Имението Билтмор копира не само архитектурата, но и идеята на известните по онова време френски образци. Архитект става Ричард Морис Хънт, известен също с постамента на Статуята на Свободата и с фасадата на музея Метрополитън. Паркът, който обгражда замъка, е изграден по проект на Фредерик Лоу Олмстед, създател и на Сентръл Парк в Ню Йорк. Общата площ на парка и прилежащите гори е 40 000 хектара.
За работниците и обслужващия персонал е създадено градчето Бест (по-късно Билтмор), със собствена църква, училище, магазини и железопътно депо. Днес то е част от Ашвил и е туристически район, пълен с ресторанти и магазини за сувенири.

## Туристическа атракция
Билтмор започва да приема туристи още през март 1930 г., в началото на Голямата депресия. По онова време имението се управлява от Корнелия – дъщерята на Джордж Вандербилт, и нейния съпруг. Членове на семейството живеят в Билтмор до 1956 г. След това той е постоянно отворен за посетители, които могат да използват закрития плувен басейн, залите за фитнес и боулинг, както и да разгледат стаите, мебелирани и украсени в стила на ХІХ век. Имението е важна туристическа атракция в Северна Каролина и привлича около милион туристи годишно.

## В изкуството
Сградата на замъка Билтмор и градините са популярен декор за филми с ренесансов сюжет. Сред филмите, снимани в имението и около него, са:
- „Ханибал“
- „Форест Гъмп“
- „Последният мохикан“ (1992)

Като фон и място на действието е в поредицата „Серафина“ на писателя Робърт Бийти.